# Internet in Corea del Nord
In Corea del Nord, Internet è disponibile ma in modo molto limitato: l'accesso è permesso soltanto tramite un'autorizzazione speciale per scopi governativi o per gli stranieri. Il Paese possiede alcune infrastrutture per la banda larga, tra cui collegamenti in fibra ottica tra le istituzioni più importanti. Tuttavia, i servizi online per la maggior parte dei cittadini e delle istituzioni sono forniti da una rete intranet nota come Kwangmyong, e l'accesso all'Internet globale è limitato ad un gruppo molto ristretto di persone.

## Software
La connessione a Internet è effettuata tramite Naenara, una versione modificata di Mozilla Firefox che può accedere approssimativamente ad un numero di siti dell'intranet compreso tra i 1 000 e i 5 500. Il browser viene eseguito su Red Star OS, una distribuzione Linux nordcoreana basata su Fedora.

## Provider e accesso
L'accesso a Internet in Corea del Nord è disponibile tramite l'Internet service provider Star Joint Venture Co., una joint venture tra la Post and Telecommunications Corporation del governo nordcoreano e la thailandese Loxley Pacific. Star JV prese il controllo dell'allocazione dell'indirizzo Internet della Corea del Nord il 21 dicembre 2009. Prima dell'avvento di Star JV, l'accesso a Internet era disponibile tramite una connessione a banda larga satellitare con la Germania, o per alcuni usi governativi tramite delle connessioni dirette con l'operatore China Unicom. Quasi tutto il traffico nordcoreano viene instradato attraverso la Cina.
Dal febbraio 2013, gli stranieri possono accedere ad Internet tramite la rete 3G offerta da Koryolink.
Il permesso per accedere a Internet resta ancora altamente ristretto. Tuttavia, le industrie informatiche nel Paese sono in crescita e l'accesso a Internet è in graduale aumento tra la popolazione nordcoreana. Nell'ottobre del 2010, il sito della Korean Central News Agency è andato in live da un server situato in Corea del Nord ed è diventato accessibile a livello globale tramite un indirizzo IP nordcoreano, segnando così la prima connessione diretta a Internet del Paese. Nello stesso periodo, il 9 ottobre, ai giornalisti in visita a Pyongyang per le celebrazioni del 65º anniversario del Partito del Lavoro di Corea fu dato accesso ad una sala stampa con connessione Internet. A dicembre del 2014, sono noti 1 024 indirizzi IP esistenti in Corea del Nord, sebbene i giornalisti del The New York Times David E. Sanger e Nicole Perlroth credono che il numero effettivo possa essere superiore. Il totale degli utenti di Internet è stimato a non più di poche migliaia. Si pensa che le persone in grado di accedere a Internet senza alcuna restrizione siano degli ufficiali di alto rango, membri di organizzazioni non governative e ambasciatori. Alcune fonti riportano che Kim Jong-il abbia amato "navigare in rete". Secondo Ofer Gayer, un ricercatore sulla sicurezza della Incapsula, l'impronta del traffico totale in rete del Paese è stata inferiore a quella delle Isole Falkland. Secondo Joo Seong-ha, un giornalista del The Dong-a Ilbo e disertore nordcoreano, al 2014, la intranet Kwangmyong è stata usata per limitare l'accesso pubblico globale a Internet, specialmente negli hotel. Sebbene sia disponibile in molti campus, il governo ha "monitorato severamente l'utilizzo di Internet". Alcuni cittadini nordcoreani probabilmente non sono nemmeno a conoscenza dell'esistenza di Internet.
Poiché Apple, Sony e Microsoft non sono autorizzate a distribuire i loro prodotti in Corea del Nord, le compagnie di terze parti sono riuscite a portare i loro prodotti nel Paese e a venderli ai consumatori nordcoreani. Tuttavia, si conosce ben poco dell'industria elettronica del Paese a causa delle politiche isolazioniste.
Da aprile 2016, la Corea del Nord ha iniziato a bloccare Facebook, YouTube, Twitter e siti sudcoreani, a causa della "sua preoccupazione per la diffusione di informazioni online".
Il 19 settembre 2016, il root nameserver nordcoreano contenente le informazioni su tutti i siti ".kp" è stato mal configurato, permettendo ai ricercatori di accedere e pubblicare i nomi di dominio e alcuni file di dati sul sito, tra cui le informazioni di zona per .kp, co.kp, com.kp, edu.kp, gov.kp, net.kp, org.kp, e rep.kp, rivelando che la Corea del Nord possiede solamente 28 siti pubblicati su Internet.
Nel settembre del 2017, la compagnia russa di telecomunicazioni TransTeleCom ha stabilito una connessione Internet diretta con la Corea del Nord, mentre China Unicom non è più l'unico provider per l'accesso a Internet per la Corea del Nord.

## Uso governativo di Internet
Nel 2018, la costruzione della sede dell'Internet Communication Bureau a Pyongyang è stata quasi completata.

### Siti web nordcoreani
Al 2005, sono stati rivelati circa 30 siti, come Uriminzokkiri, gestiti dal governo nordcoreano. La polizia sudcoreana ha identificato 43 siti filo-nordcoreani con server situati all'estero. La polizia riporta che questi siti incoraggiano dei comportamenti ostili nei confronti della Corea del Sud e dei Paesi occidentali, e ritraggono la Corea del Nord sotto una luce positiva. Secondo il The Dong-a Ilbo, tra i siti situati all'estero vi sono: Joseon Tongsin (Korean News Service) e Guk-jeonseon con server in Giappone, Unification Arirang in Cina, Minjok Tongsin negli Stati Uniti e sono stati lanciati dodici nuovi siti filo-nordcoreani, tra cui il "Korea Network". Nell'agosto del 2010, BBC News riportò che un'agenzia sotto contratto con il governo nordcoreano ha realizzato un canale YouTube ufficiale per la Corea del Nord, e dei profili Facebook e Twitter per Uriminzokkiri. Sia il profilo Twitter che il canale YouTube sono entrambi in lingua coreana. Spesso il governo utilizza tali profili social per fare propaganda contro i Paesi ostili al regime con post facenti largo uso di retorica.
Oltre ai siti di propaganda, esistono numerosi siti legati ad attività commerciali. Nel 2002, i nordcoreani, assieme ad una compagnia sudcoreana, avviarono un sito per il gioco d'azzardo online indirizzato ai clienti sudcoreani (essendo illegale in Corea del Sud), ma il sito fu presto chiuso. Verso la fine del 2007, la Corea del Nord ha lanciato il suo primo negozio online, Chollima, in joint venture con una compagnia cinese.

### Hacking
La sudcoreana No Cut News ha riportato che il governo nordcoreano addestra degli hacker informatici nella Università di Tecnologia Kim Chaek e nella Università Kim Il-sung per guadagnare soldi all'estero. Un gruppo di hacker situati a Shenyang, Cina, svilupparono dei bot per il videogioco Lineage che aumentano di esperienza e raccolgono oggetti, vendendo poi tali personaggi a quasi 100 $. Nel maggio del 2011, un cittadino sudcoreano è stato arrestato per aver comprato uno di quei bot.
Nel dicembre 2014, la Corea del Nord è stata accusata di aver hackerato i server della Sony Pictures Entertainment. Tra il 19 e il 21 dicembre, la Corea del Nord ha avuto difficoltà tecniche con l'accesso a Internet, mentre il 22 dicembre, la Corea del Nord ha subito una totale impossibilità di collegarsi a Internet, causando la perdita dell'accesso a Internet dall'esterno del paese gli Stati Uniti. Il 23 dicembre, nove ore dopo l'interruzione, il Paese ha riacquistato l'accesso a Internet, anche se "parziale e potenzialmente instabile con altri siti web ancora inaccessibili". Tra il 22 e il 24 dicembre, la Corea del Nord ha registrato altre sette interruzioni della connessione Internet, di cui due il 23 dicembre. Il 27 dicembre, il Paese ha subito un'interruzione sulla connessione a Internet (la terza) e sulla rete mobile. Un'interruzione simile, della durata di un giorno e mezzo, si è verificata a marzo del 2013.

## Regolamenti sudcoreani
Gli utenti di Internet sudcoreani devono rispettare le leggi commerciali con la Corea del Nord secondo le quali è necessario avere l'approvazione da parte del Ministero dell'Unità per contattare i nordcoreani attraverso i loro siti web.

## Indirizzi IP
Al 2014, la Corea del Nord possiede un blocco conosciuto di 1 024 indirizzi IPv4:
- 175.45.176.0 – 175.45.179.255

Nonostante l'accesso limitato a Internet della Corea del Nord, il piccolo gruppo di indirizzi IP ha portato a allocazioni molto prudenti. L'Università di Scienza e Tecnologia di Pyongyang, ad esempio, nel 2012 aveva un solo indirizzo IP nell'Internet globale.
In precedenza, il Ministero delle telecomunicazioni della Corea del Nord era anche l'utente registrato di 256 indirizzi China Unicom (210.52.109.0 - 210.52.109.255), anticipando così l'attivazione del blocco proprio della Corea del Nord.
A ottobre del 2017 è stato riferito che l'ISP russo TransTelekom stava instradando il traffico dalla Corea del Nord come se avesse stabilito una seconda connessione Internet, insieme a China Unicom.